# Nobuyuki Oishi
Nobuyuki Oishi (大石 信幸, Oishi Nobuyuki, né le 12 septembre 1939 à Préfecture de Hiroshima au Japon) est un footballeur japonais.